# Безгодово
Безгодово — упразднённый в 2023 году посёлок в Пермском крае России. Входил на год  упразднения в Губахинский муниципальный округ.

## География
Урочище расположено на реке Усьва, ниже места впадения в неё реки Большая Татарка, к северо-востоку от города Гремячинск.

## История
Существует с 1936 года, служил местом ссылки «кулаков», позднее лесопункт. С 2004 до 2018 гг. входил в Юбилейнинское сельское поселение Гремячинского муниципального района, с 2018 до 2022 гг. — в Гремячинский городской округ.
В сентябре 2023 года поселок был официально
упразднен.

## Население
| 2010 |
| ---- |
| 71   |

В 2023 году переселены оставшиеся жители.

## Топографические карты
- Лист карты O-40-45. Масштаб: 1 : 100 000. Указать дату выпуска/состояния местности.